# Алоти
Алоти (груз. ალოტი) — село в Грузии, на территории Тианетского муниципалитета края (мхаре) Мцхета-Мтианети.

## География
Село находится в северо-восточной части Грузии, к западу от реки Иори, на расстоянии приблизительно 5 километров (по прямой) к юго-западу от посёлка городского типа Тианети, административного центра муниципалитета. Абсолютная высота — 1227 метров над уровнем моря.

## Население
По результатам официальной переписи населения 2014 года в Алоти проживало 75 человек (42 мужчины и 33 женщины). В национальной структуре населения грузины составляли 100 %.
| Год  | Население, человек |
| ---- | ------------------ |
| 2002 | 140                |
| 2014 | ↘ 75               |